# Charlottenburger Tor
Charlottenburger Tor – neobarokowa budowla, znajdująca się w Berlinie, na granicy dzielnic Charlottenburg i Tiergarten, przy Straße des 17. Juni. Jej integralną część stanowi most Charlottenburger Brücke, przerzucony nad kanałem Landwehrkanal. Budowla powstała w latach 1907–1909 jako odpowiednik Bramy Brandenburskiej i reprezentacyjne wejście do będącego wtedy osobnym miastem Charlottenburga.

## Historia

### Pierwsze obiekty
W 1857 roku zbudowano według projektu architekta Friedricha Augusta Stülera przy rozciągającym się nad kanałem Landwehrkanal moście Charlottenburger Brücke, przez który przebiegała łącząca Berlin z będącym ówcześnie odrębnym miastem Charlottenburg ulica Charlottenburger Chaussee (obecnie Straße des 17. Juni) dwa budynki, z których ten położony po północnej stronie mostu mieścił punkt uiszczania opłat za przejazd, zaś ten z południowej strony punkt poboru podatków. W 1907 roku budynki te zostały wyburzone.

### Nowa budowla

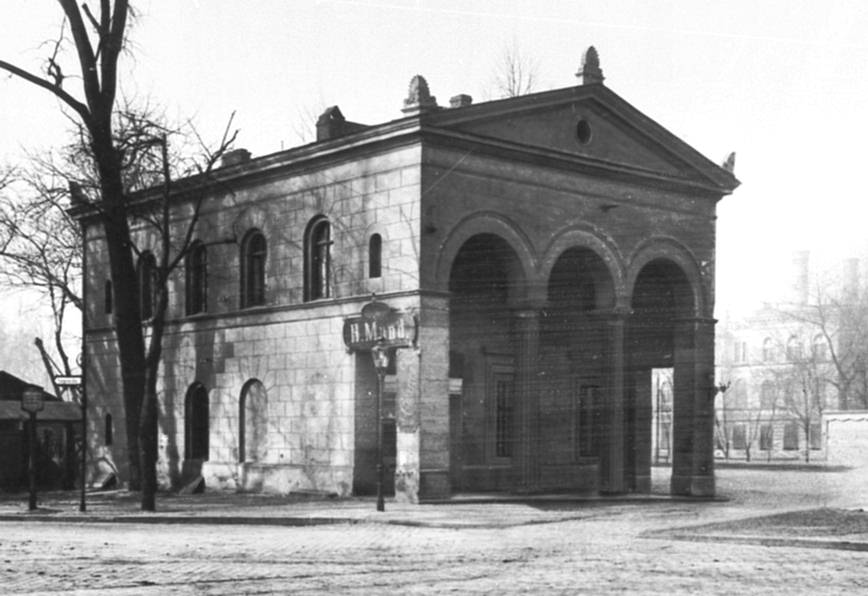
Budynek mieszczący punkt poboru podatków w 1900 roku

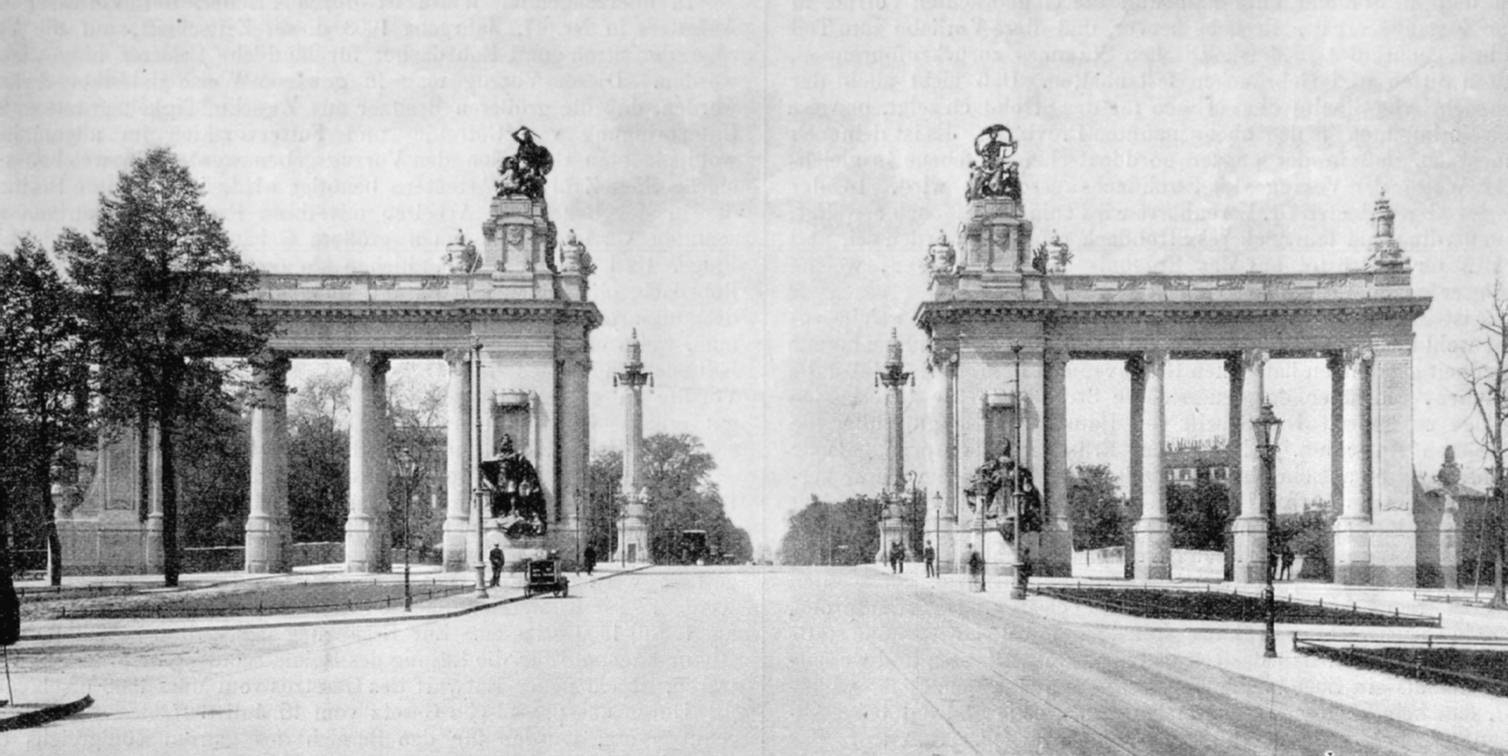
Charlottenburger Tor w 1909 roku

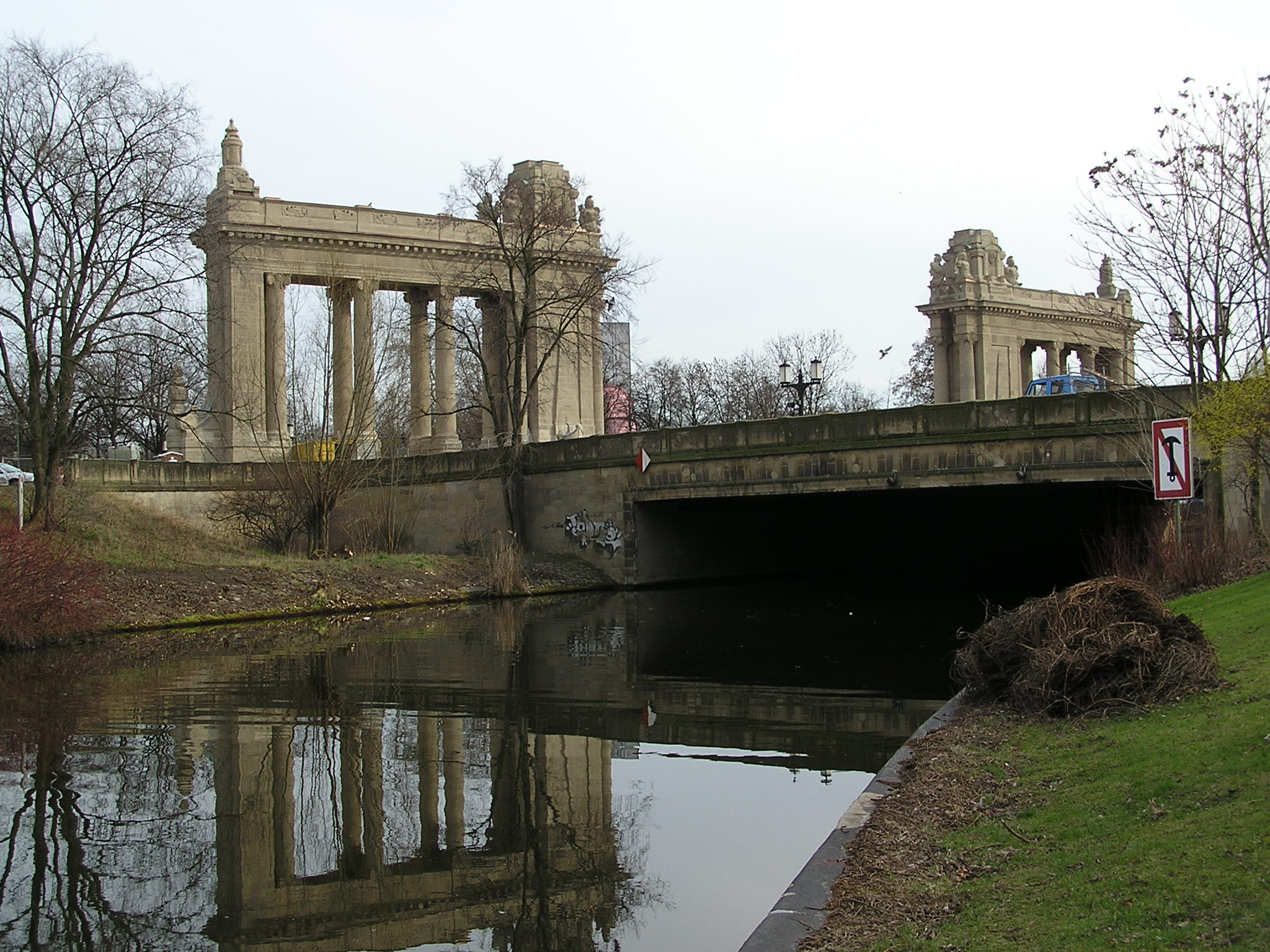
Most i kolumnady w 2007 roku

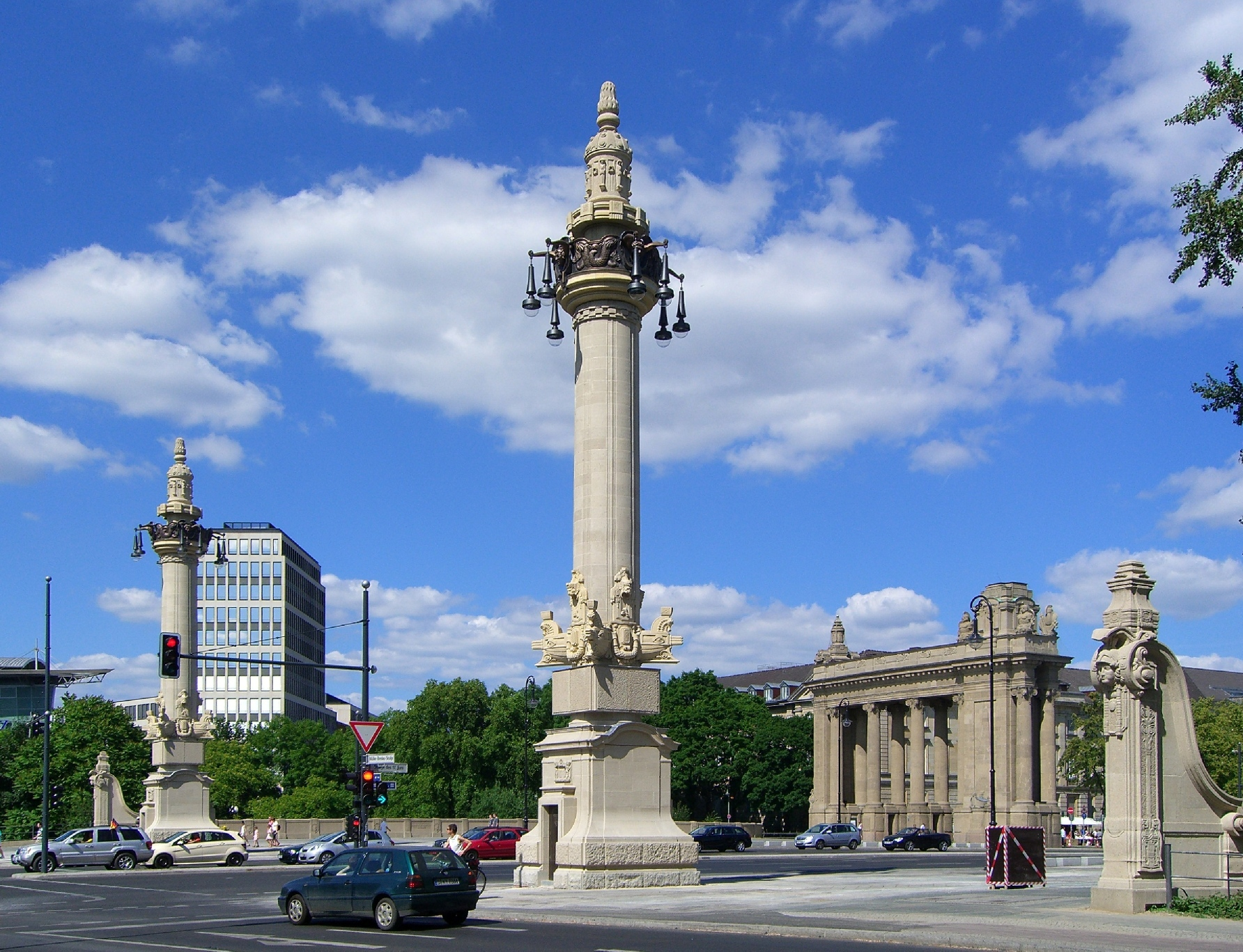
Kandelabry w 2010 roku

W latach 1907–1909 na miejscu zburzonych budynków wybudowano za 1,6 miliona marek budowlę o nazwie Charlottenburger Tor, będącą odpowiednikiem Bramy Brandenburskiej oraz stanowiącą reprezentacyjne wejście do Charlottenburga, jednego z najbogatszych miast w Prusach. Zaprojektowana przez Bernharda Schaedego w stylu neobarokowym Charlottenburger Tor składała się z położonych na wschód od mostu po obu stronach przebiegającej przez niego drogi dwóch kolumnad, będących rodzajem bramy oraz z umiejscowionych po zachodniej stronie mostu dwóch dużych, ozdobnych kandelabrów. Po utworzeniu Wielkiego Berlina w 1920 roku budowla straciła swoje pierwotne przeznaczenie.
W ramach realizowanej w latach 1937–1939 przez Alberta Speera rozbudowy berlińskiej osi wschód-zachód, stanowiącej część Planu Germania droga i most zostały znacznie poszerzone, co wiązało się z rozsunięciem względem siebie kolumnad i kandelabrów Charlottenburger Tor. Po przemieszczeniu odległość pomiędzy obiektami wzrosła z pierwotnych 15 do 33 m.
Pod koniec II wojny światowej, w 1945 roku obiekty wchodzące w skład Charlottenburger Tor zostały zniszczone. Kolumnady krótko po wojnie zostały prowizorycznie naprawione, zaś w latach 60. XX wieku przeprowadzono ich restaurację, ponadto, w celu wzmocnienia budulca pokryto je w 1987 roku specjalnym płynem. Pozostałości kandelabrów, które doznały najpoważniejszych zniszczeń, rozebrano w 1970 roku.
W okresie od sierpnia 2004 do maja 2007 roku przeprowadzono z inicjatywy Stiftung Denkmalschutz Berlin („Berlińska Fundacja Ochrony Zabytków”) gruntowną renowację kolumnad Charlottenburger Tor. Środki na inwestycję, wynoszące 1,8 miliona euro fundacja pozyskała za sprawą ogromnego baneru reklamowego firmy Samsung, który wisiał na rusztowaniach na budowli podczas prac. Jeszcze przed zakończeniem prac renowacyjnych Stiftung Denkmalschutz Berlin podpisała umowę z urzędem okręgu Charlottenburg-Wilmersdorf, na mocy której otrzymała Charlottenburger Tor w dzierżawę na 15 lat. We wrześniu 2007 roku w piwnicy pod północną kolumnadą otwarto muzeum, w którym wystawiono 21 dużych tablic, opisujących historię budowli, a także elementy dekoracyjne, które podczas prac renowacyjnych zostały zastąpione nowymi.
W maju 2007 roku rozpoczęła się rekonstrukcja kandelabrów, której projekt na zlecenie Stiftung Denkmalschutz Berlin opracował architekt Christian Koch, zaś za materiał ikonograficzny posłużyła dawna pocztówka. Koszty inwestycji realizowanej w oparciu o współczesne technologie, aczkolwiek z wykorzystaniem tradycyjnych materiałów wyniosły prawie 3,7 miliona euro, zaś większość z nich pokryły wpływy z banerów reklamowych, rozwieszonych na rusztowaniach podczas prac. Uroczyste przekazanie zrekonstruowanych kandelabrów przewodniczącemu rady okręgu Charlottenburg-Wilmersdorf do spraw budownictwa, Klausowi-Dieterowi Gröhlerowi przez prezesa zarządu Stiftung Denkmalschutz Berlin, Lothara de Maizière’a odbyło się 27 czerwca 2010 roku.

## Architektura
Głównym punktem Charlottenburger Tor są dwie, lekko zakrzywione, zbudowane z piaskowca kolumnady, flankujące drogę po wschodniej stronie mostu. Każda z nich kończy się masywną, pylonowatą, murowaną strukturą z ozdobną nadbudówką. Struktury te były niegdyś zwieńczone posągami, wykonanymi z brązu przez rzeźbiarza Georga Wrbę i przedstawiającymi wojowników oraz kobiety. Posągi zostały zdemontowane w ostatnich miesiącach II wojny światowej i od tego czasu są uważane za zaginione. Zamknięcie kolumnad od strony odwróconej od drogi stanowią krótkie ściany.
Na każdej z kolumnad znajduje się mający około 5 m wysokości posąg wykonany z brązu przez Heinricha Bauckego i umieszczony od strony Tiergarten. Posąg z południowej kolumnady przedstawia będącego założycielem miasta Charlottenburg pruskiego króla Fryderyka I, który ukazany jest z berłem i w płaszczu z gronostajów, z kolei posąg z północnej kolumnady przedstawia jego żonę, Zofię Charlottę z makietą pałacu Charlottenburg.
Po zachodniej stronie mostu po obu stronach drogi znajdują się bogato zdobione wykonanymi z brązu reliefami kandelabry o wysokości 22 m, wyposażone w znajdujące się na łukach lampy. Przy tych kandelabrach balustrady mostu są mocno uniesione.